# مقيم (لقب)
المقيم أو الوزير المقيم هو مندوب سياسي تأتي درجته بعد الوزير المفوَّض والمرسلين فوق العادة وقبل القائمين بالأعمال.